# Bo Landin
Bo Landin, född 5 april 1952 i Holms församling i Dalsland, är en svensk biolog, författare, filmproducent, TV-programledare och regissör. Han blev känd för en bredare publik som programledare för Miljömagasinet på Riksradion (1977–1982), Miljöbilder i SVT (1985–1990) och Naturen i TV4 (1990–2002).

## Biografi
1976 publicerade Bo Landin (med Marianne Landin) Naturinventering av Djurö skärgård i Vänern, samt förslag på skötselplan för området. Arbetet låg till grund för beslut om att avsätta öarna som naturreservat och sedermera nationalpark.  
Han skapade filmproduktionsbolaget Scandinature Films som sedan 1982 producerat dokumentärfilmer för svenska och utländska TV-bolag med fokus på natur, vetenskap, historia och arkitektur. Bolaget är sedan 1997 verksamt i USA med prisbelönta filmproduktioner för bland annat Discovery Channel och National Geographic Channel.
Landin var gästprofessor på Brigham Young universitetet i Utah 1993–94 och skapade ett program för vetenskap/filmproduktion. Programmet introducerades därefter till Montana State University i Bozeman. Landin var också 2013–2014 adjungerad professor i "Advanced Filmmaking" vid University of Utah, Salt Lake City.
Våren 2018 var han en av initiativtagarna till ett lokalt parti i Karlstad, Karlstadpartiet Livskvalitet, men han hoppade av innan valet 2018.
Han var en av Sveriges Radios sommarpratare i Sommar i P1 29 juni 2023.

### Familj
Han gifte sig 1975 med Marianne Landin, född Nordqvist (född 1951). Landin är bosatt i Heber City, Utah, USA.

## Utmärkelser
Landin utsågs till Årets Värmlandsförfattare 2020 med motiveringen: "Bo Landin är känd som naturfilmare och miljöjournalist. Så känd att det ibland skymmer hans författarskap. Hans första skrift såg till att Djurö skärgård i Vänern blev nationalpark. Hans senaste bok, Fotavtryck, är ett vackert men också uppfordrande vittnesmål om hur vi alla påverkar vår jord. Under mottot ”Håll stövlarna leriga!” har han gått vidare i Linnés och Rolf Edbergs fotspår och hittat sin egen engagerade röst som författare."
Landin utsågs till Årets Selma Lagerlöf-stipendiat 2022: "I Bo Landins bok, "Vatten – Land, om vattnet i det utdikade svenska landskapet" (som utges i september 2022) visar han att Selma Lagerlöf var en kämpe för de hotade våtmarkerna. Hon hade en klar bild av varför storken försvunnit ur det utdikade landskapet, och hon förstod och uttryckte starka miljöpolitiska åsikter om hur dumt det vore att sänka sjön Tåkern för att kanske få tillgång till mer brukbar mark. Genom sina sagofigurer i Nils Holgerssons underbara resa genom Sverige tog hon tydlig ställning. Och även om Selma Lagerlöf själv aldrig hörde talas om ekosofin (den rörelse som från slutet av 1960-talet predikade att allt levande ska uppfattas som en helhet, och att människan inte är naturens självklara höjdpunkt) anser Landin att Lagerlöf kan betraktas som en tidig ekosof."

## Filmografi i urval
- Miljöbilder i SVT 1985–1990, programledare.
- Naturen i TV 4, programledare.
- Macbeth (film, 2004), regissör och producent.
- Expedition istid i TV 4.
- Learning from Light – The Vision of I.M.Pei (feature-dokumentär, regissör, producent)[15]
- Toxic Puzzle, narrated by Harrison Ford (2017, feature-dokumentär, regissör, producent)[16]